# Bulbophyllum wendlandianum
Bulbophyllum wendlandianum é uma espécie de orquídea (família Orchidaceae) pertencente ao gênero Bulbophyllum. Foi descrita por Friedrich Fritz Wilhelm Ludwig Kraenzlin e Carl Lebrecht Udo Dammer em 1912.